# Hohatzenheim
Hohatzenheim  is een plaats en voormalige gemeente in het Franse departement Bas-Rhin in de regio Grand Est en telt 231 inwoners (1999).

## Geschiedenis
Hohatzenheim maakte deel uit van het het arrondissement Strasbourg-Campagne totdat dit op 1 januari 2015 werd opgeheven en de gemeente werd ingedeeld bij het arrondissement Saverne. Op 22 maart van dat jaar werd ook het kanton Hochfelden opgeheven waarop de gemeente werd opgenomen in het kanton Bouxwiller. Op 1 januari 2016 fuseerden Hohatzenheim, Gingsheim, Mittelhausen en Wingersheim tot de commune nouvelle Wingersheim les Quatre Bans.

## Geografie
De oppervlakte van Hohatzenheim bedraagt 2,0 km², de bevolkingsdichtheid is 115,5 inwoners per km².
De onderstaande kaart toont de ligging van Hohatzenheim met de belangrijkste infrastructuur en aangrenzende gemeenten.

## Demografie
Onderstaande figuur toont het verloop van het inwonertal (bron: INSEE-tellingen).